# Masahiro Miyazaki
Miyazaki Masahiro (宮崎 正裕?   5 de febrero de 1963) es un practicante japonés de kendo y oficial de policía. Ocupa el cargo de Subdirector Interino de la División de Educación en la Sede de la Policía de la Prefectura de Kanagawa y es instructor especial de entrenamiento en kendo. Tiene el rango de Hachi-dan (8º dan) Hanshi. Su grado en la jerarquía policial es el de Keishi (Superintendente de Policía).
Obtuvo reconocimiento por su destacada actuación en torneos durante la década de 1990 y es conocido como el "Esgrimista de la Era Heisei", el "Hombre de Acero del Mundo del Kendo" o el "Genio Esgrimista de la Diligencia" 

## Biografía
Nació en la ciudad de Yokohama. Comenzó a practicar kendo en el dojo Genbu-kan Sakagami desde el primer grado de la escuela primaria. En la escuela secundaria, se unió al club de kendo, que estaba al borde de la disolución, y se esforzó por reclutar nuevos miembros. Sin embargo, al final solo se unieron dos personas y no se les permitió usar el gimnasio, por lo que tuvieron que entrenar en el aula. En su primer año de escuela secundaria, se presentó para el examen de ascenso al grado de Shodan, pero fue reprobado cuatro veces seguidas y finalmente aprobó en su quinto intento durante su segundo año. Fue el último de su grupo en el dojo Genbu-kan Sakagami en alcanzar ese grado.
Continuó sus estudios en la prestigiosa Escuela Secundaria Toho en la prefectura de Kanagawa, conocida por su fuerte programa de kendo. A pesar de tener un viaje de dos horas de ida a la escuela, asistió a todas las prácticas durante los tres años y se entrenó intensamente durante cuatro horas al día, tanto por la mañana como por la tarde. También se dedicó a la práctica de Mitorigeiko, observando el entrenamiento de los demás, analizando debilidades y estrategias, y registrando todo en sus notas. Tenía una personalidad muy dedicada a la investigación. Desde su primer año, se convirtió en miembro regular del equipo y en su tercer año ganó tanto el torneo individual como el de equipos en el campeonato prefectural, y participó en el Interhigh y en los Juegos Nacionales de Deportes.

## Trayectoria
Después de graduarse de la escuela secundaria, se unió a la Policía de Kanagawa. Desde 1990 hasta 2001, participó en el Campeonato Nacional de Kendo de Japón durante 12 años consecutivos, logrando un récord impresionante de 6 campeonatos y 2 subcampeonatos (incluyendo 2 campeonatos consecutivos). Durante 5 años consecutivos, desde 1996 hasta 2000, llegó a la final del torneo. Al año siguiente de su primera victoria, también ganó el campeonato, rompiendo así el antiguo "tabú" de que nadie había logrado ganar el Campeonato Nacional de Kendo de Japón en años consecutivos. Es famoso por ser el primero en lograrlo. Es importante mencionar que en aquellos días, el Campeonato Nacional de Kendo de Japón tenía restricciones de participación según el rango de grado, por lo que Miyazaki no pudo competir hasta que alcanzó el sexto dan. Se dice que si no hubiera habido restricciones de grado, podría haber ganado aún más campeonatos.
Además, logró numerosos récords en otros torneos, incluyendo 4 veces campeón del mundo en equipos y una vez campeón individual, 6 veces campeón del Campeonato Nacional de Kendo de la Policía de Japón (incluyendo un triplete y un bicampeonato), 1 vez subcampeón y 3 veces en tercer lugar, 2 veces campeón del Campeonato Nacional de Kendo de la Policía (equipos), 1 vez campeón y 2 veces en tercer lugar en los Juegos Nacionales de Deportes en la disciplina de kendo, 5 veces campeón y 3 veces subcampeón del Campeonato Nacional de Kendo de Japón en la categoría de séptimo dan, entre otros. Continuó estableciendo nuevos récords y superándolos. A pesar de sus logros, siempre mantuvo una actitud humilde y nunca se vanaglorió de ellos. Fue elogiado por su enfoque natural y su actitud de afrontamiento.
Dejó de participar en las clasificatorias de la prefectura de Kanagawa para el Campeonato Nacional de Kendo de Japón después de 2001 y se desempeñó como entrenador y jugador. Se retiró oficialmente en octubre de 2003 después de perder en la tercera ronda (contra Yuichi Yoneya) en el Campeonato Nacional de Kendo de la Policía.
Su hermano menor, Miyazaki Fumihiro, también era practicante de kendo en la Policía de Kanagawa y ganó el campeonato en el Campeonato Nacional de Kendo de Japón en 1997 al vencer a su hermano Masahiro. Su rival era Toshiya Ishida de la Policía de Osaka.

## Carrera
Ha obtenido numerosos logros como instructor de kendo en la Policía de Kanagawa. Ha guiado a sus discípulos en la policía, Masayo Kenji, Takanabe Susumu y Katsumi Yosuke, a la victoria en el Campeonato Nacional de Kendo de Japón. Especialmente, Takanabe logró un histórico bicampeonato en 2010 y 2011, convirtiéndose en la segunda persona en lograrlo después de Miyazaki.
En 2009, desafió el exigente examen de octavo dan en kendo, con una tasa de aprobación de aproximadamente el 1%, y lo aprobó en su primer intento. En 2010, ganó su primera competencia de octavo dan, el Campeonato del Príncipe Heredero Kan'in de Kendo, y en 2016 y 2017, ganó el Campeonato Nacional de Japón de Kendo en la categoría de octavo dan.
Según los resultados de una investigación realizada por el Laboratorio de Medicina Deportiva de la Universidad de Tsukuba, Miyazaki tiene una capacidad excepcionalmente alta en la flexión plantar de su tobillo izquierdo y en la velocidad de sus golpes. Se han expresado numerosos elogios hacia Miyazaki, y se dice que Matsunaga Masami, exdirector de la Federación Japonesa de Kendo, declaró: "Antes de Miyazaki no había nadie como Miyazaki, y después de Miyazaki no habrá nadie como Miyazaki". 
Miyazaki mismo atribuye su éxito en la obtención de dos campeonatos consecutivos en el Campeonato Nacional de Japón y en total seis títulos, entre otros logros, a que "no sufrió lesiones graves" y afirma que está más orgulloso de haber llegado a la final durante cinco años consecutivos que de sus seis títulos. Sobre la victoria, comenta: "Creo que la victoria se logra con mi propia fuerza, las personas que me apoyan, los profesores, los senpais (compañeros más experimentados) y la fuerza integral que me rodea" y también menciona: "No es posible lograr una victoria sin apuntar a ella. Aunque apuntes, es difícil lograrlo, pero si no apuntas, definitivamente no lo lograrás".
Se ha dedicado a investigar a fondo su enfoque hacia los entrenamientos y se ha enfocado en "descubrir sus propias fortalezas, algo que solo él puede hacer". Miyazaki enumera tres condiciones para volverse fuerte: "en primer lugar, el esfuerzo personal; en segundo lugar, tener un entorno favorable; y en tercer lugar, tener buenos maestros". Además, menciona las cualidades humanas comunes a las personas que se vuelven fuertes: "esforzarse, practicar mucho es algo obvio, pero también es importante escuchar atentamente a los demás. Además de tener una fuerte determinación de 'quiero ser fuerte', es importante tener una actitud receptiva hacia los consejos de las personas que nos rodean". 
Cuando se trata de sí mismo, afirma que aún no ha comprendido completamente las cosas. Se describe a sí mismo como "estar dando vueltas en la entrada de un túnel oscuro" y dice que aprende mucho cuando recibe golpes, que se siente feliz cuando logra un golpe exitoso y que se siente desanimado cuando es golpeado. En este momento, puede aceptar de manera sincera tanto los golpes que da como los que recibe.
Su ambición actual es "transmitir todo lo que puede enseñar a sus juniors (compañeros más jóvenes) y devolverles el favor de haberlo hecho más fuerte al criar a jugadores que sean superiores a él".

## Breve cronología
- 5 de febrero de 1963: Nació en el distrito de Tsurumi, Yokohama, prefectura de Kanagawa.
- Abril de 1969: Ingresó a la Escuela Primaria Shimono-tani de la Ciudad de Yokohama. Desde el primer año, comenzó a practicar kendo en el Dojo Genbu-kan Sakagami de Tsurumi-ku.
- Abril de 1975: Ingresó a la Escuela Secundaria Kansei de la Ciudad de Yokohama.
- Abril de 1978: Ingresó a la Escuela Secundaria Superior Afiliada a la Universidad de Tokai Sagami.
- Abril de 1981: Comenzó a trabajar en la Policía de la Prefectura de Kanagawa.
- En 1985: Participó por primera vez en el Campeonato Nacional de Kendo de la Policía y quedó en segundo lugar.
- En 1988: Participó por primera vez en el Campeonato Mundial de Kendo y ganó el primer lugar en la competencia por equipos (posición central).
- Noviembre de 1990: Participó por primera vez en el Campeonato Nacional de Kendo de Japón y ganó el primer lugar.
- En 1991: Ganó el primer lugar en el Campeonato Nacional de Kendo de la Policía.
- En 1991: Participó por segunda vez en el Campeonato Mundial de Kendo y ganó el primer lugar en la competencia por equipos (posición central).
- Noviembre de 1991: Ganó el primer lugar en el Campeonato Nacional de Kendo de Japón, logrando un récord sin precedentes de dos campeonatos consecutivos.
- Noviembre de 1993: Ganó el primer lugar en el Campeonato Nacional de Kendo de Japón por tercera vez.
- En 1994: Participó por tercera vez en el Campeonato Mundial de Kendo y ganó el primer lugar en la competencia por equipos (posición central).
- En 1995: Ganó el segundo lugar en el Campeonato Nacional de Kendo de la Policía.
- 1996: Ganó por tercera vez consecutiva (bicampeonato) en el Campeonato Nacional de Kendo de la Policía (categoría para aquellos con rango de quinto dan o superior).
- Noviembre de 1996: Logró un récord sin precedentes de cuatro campeonatos en el Campeonato Nacional de Kendo de Japón.
- Marzo de 1997: Participó por cuarta vez en el Campeonato Mundial de Kendo y ganó el primer lugar individual y el primer lugar en la competencia por equipos (vicecapitán).
- Julio de 1997: Recibió el reconocimiento de la Agencia de Deportes del Ministerio de Educación.
- En 1997: Ganó por cuarta vez consecutiva (tricampeonato) en el Campeonato Nacional de Kendo de la Policía (categoría para aquellos con rango de quinto dan o superior).
- Noviembre de 1997: Obtuvo el segundo lugar en el Campeonato Nacional de Kendo de Japón.
- En 1997: Recibió el Premio Deportivo de Kanagawa en la 46ª edición. Después de 37 años, fue el segundo practicante de kendo en recibir este premio, siguiendo los pasos de Taro Nakamura en 1960.[10]
- Noviembre de 1998: Ganó por quinta vez en el Campeonato Nacional de Kendo de Japón.
- Noviembre de 1999: Ganó por sexta vez en el Campeonato Nacional de Kendo de Japón, logrando su segunda racha consecutiva de dos campeonatos.
- En 1999: Ganó por quinta vez en el Campeonato Nacional de Kendo de la Policía (categoría para aquellos con rango de quinto dan o superior).
- Diciembre de 1999: Recibió el Premio Especial en la 49.ª edición del Premio Deportivo de Japón, lo cual fue excepcional ya que fue otorgado a alguien que no había participado en los Juegos Olímpicos.
- Noviembre de 2000: Quedó en segundo lugar en el Campeonato Nacional de Kendo de Japón. 2000: Ganó por sexta vez en el Campeonato Nacional de Kendo de la Policía (categoría para aquellos con rango de quinto dan o superior).
- Enero de 2008: Se convirtió en el director del Departamento de Kendo de la División Especial de Entrenamiento de la Policía de la Prefectura de Kanagawa.
- 2 de mayo de 2009: Se presentó por primera vez al examen de octavo dan de kendo y aprobó, convirtiéndose en un maestro de octavo dan.
- 4 de septiembre de 2010: Participó por primera vez en el Torneo de Selección de Octavo Dan de Kendo, el cual lleva el nombre del príncipe heredero Naruhito, y ganó.[11]
- 3 de noviembre de 2010: Fue comentarista en el Campeonato Nacional de Kendo de Japón de NHK Sports.
- 3 de noviembre de 2011: Fue comentarista en el Campeonato Nacional de Kendo de Japón de NHK Sports, y su discípulo, Susumu Takanabe, logró ser el segundo en la historia en lograr una racha consecutiva de dos campeonatos desde él.[12]
- Del 25 al 27 de mayo de 2012: Fue el entrenador del equipo femenino en el 15º Campeonato Mundial de Kendo.
- 13 de marzo de 2013: Fue nombrado subdirector del Departamento de Educación de la Policía de la Prefectura de Kanagawa y ascendió al rango de jefe de policía.
- 3 de noviembre de 2013: Fue comentarista en el 61 Campeonato de Kendo de Japón de NHK Sports.[13]
- 17 de abril de 2016: Ganó por primera vez en el 14º Campeonato Nacional de Kendo de Octavo Dan.[14]
- 16 de abril de 2017: Ganó nuevamente en el 15º Campeonato Nacional de Kendo de Octavo Dan (racha consecutiva de dos campeonatos).
- 6 de mayo de 2023: Obtuvo el título de "Hanshi" en kendo.

### Campeonato Nacional de Kendo de Japón:[15]
- 1990 - 38.º Campeonato: Campeón [Final] Contra Masahiro Shirakawa (Tokyo) - MEN[16]
- 1991 - 39.º Campeonato: Campeón [Final] Contra Hideyuki Eika (Hokkaido) - MEN[17]
- 1992 - 40.º Campeonato: Eliminado en la tercera ronda [Contra Masahiro Inatomi (Saga)][18]
- 1993 - 41º Campeonato: Campeón [Final] Contra Fumihiro Miyazaki (Kanagawa) - MEN
- 1994 - 42º Campeonato: Eliminado en los cuartos de final [Contra Minoru Tajima (Tokyo)]
- 1995 - 43.er Campeonato: Eliminado en la tercera ronda [Contra Hideaki Takahashi (Kyoto)]
- 1996 - 44.º Campeonato: Campeón [Final] Contra Satoru Harada (Tokyo) - KO
- 1997 - 45.º Campeonato: Subcampeón [Contra Fumihiro Miyazaki (Kanagawa)]
- 1998 - 46.º Campeonato: Campeón [Final] Contra Yoshihisa Eto (Osaka) - MEN[19]
- 1999 - 47.º Campeonato: Campeón [Final] Contra Yoshihisa Eto (Osaka) - MEN MEN
- 2000 - 48.º Campeonato: Subcampeón [Contra Naoki Eika (Hokkaido)]
- 2001 - 49.º Campeonato: Eliminado en la segunda ronda [Contra Tomoharu Tasaki (Fukushima)]

### Campeonato Nacional de Kendo de la Policía
- Campeón (2004, 2005, 2010)
- Subcampeón (2006, 2007, 2008, 2009)

### Campeonato Nacional de Kendo de la Policía (Individual)
- Campeón (2005, 2009, 2010, 2012: Takano Susumu)
- Tercer puesto (2004: Takano Susumu, 2007, 2009: Hojo Tadatomo, 2007: Shoda Kenshi, 2010: Nomura Yosuke)
- Quinto puesto (2007: Takano Susumu, 2003, 2008, 2009: Shoda Kenshi, 2010: Hojo Tadatomo, Matsumoto Katsunori)

### Campeonato Nacional de Kendo de Japón
- Campeón (2008: Shoda Kenshi, 2010, 2011: Takano Susumu, 2016: Katami Yosuke)
- Subcampeón (2007: Takano Susumu, 2015: Katami Yosuke)
- Tercer puesto (2005: Hojo Masahito, 2006, 2012: Takano Susumu)
- Premio al Jugador Sobresaliente (2003, 2008: Takano Susumu, 2007: Shoda Kenshi)

### Competencia de Kendo Juvenil Nacional
- Equipo: Campeón (2009) / Subcampeón (2007)
- Individual: Campeón (2007: Hayato Kamei, 2008: Komiya Yoshitaka)